# Bajuvariorum Lex
Bajuvariorum Lex är en samling rättsregler som Odilo av Bayern ombesörjde för bajuvarerna efter frankisk förebild och offentliggjorde 744–748.
772–775 försågs den av den siste hertigen av Bayern Tassilo III med ett tillägg, Decreta Tassilonis. Den har bland annat utgetts av Ernst von Schwind 1924 och 1927.